# Schwebebahnstation Hammerstein
| Hammerstein        | Hammerstein       |
| ------------------ | ----------------- |
|                    |                   |
| Eröffnung:         | 24. Mai 1901      |
| Neubau:            | 2003              |
| Stadtteil:         | Vohwinkel         |
| Lage:              | Landstrecke       |
| Anschrift:         | Kaiserstraße 202  |
| Stationsnummer:    | 3                 |
| Streckenkilometer: | 1,6               |
| Stützen:           | 61–62             |
| Ehemaliger Name:   | Hammersteiner Weg |

Die Schwebebahnstation Hammerstein, ursprünglich Hammersteiner Weg genannt, ist eine Station der Wuppertaler Schwebebahn im Stadtteil Vohwinkel der Stadt Wuppertal. Sie liegt auf der Landstrecke zwischen den Schwebebahnstationen Bruch (Richtung Vohwinkel) und Sonnborner Straße (Richtung Oberbarmen).
Die Station wurde im Zuge der Schwebebahnmodernisierung 2003 komplett erneuert.

## Lage

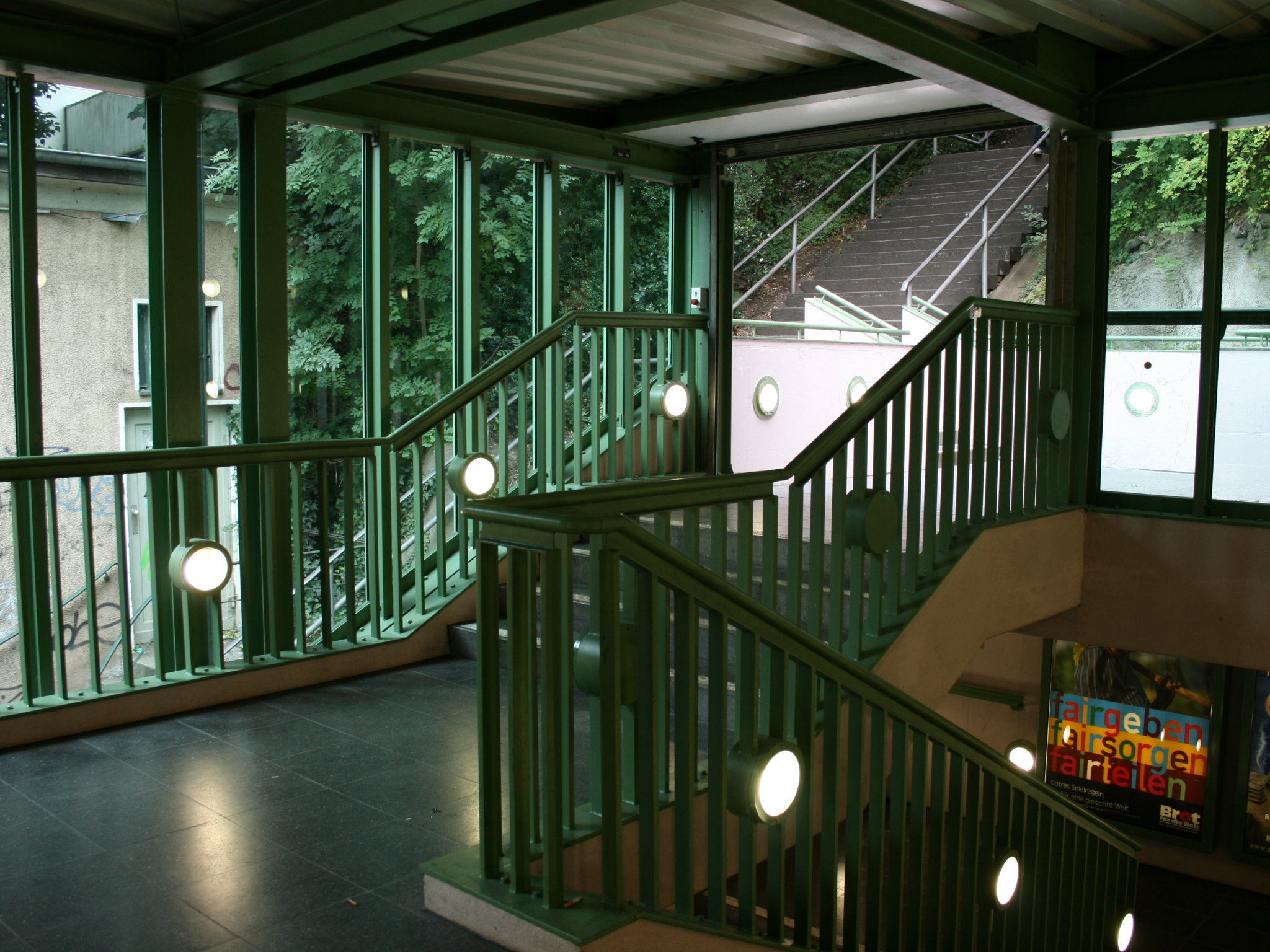
Treppenanlage (2006)

Hammerstein befindet sich auf der sogenannten Landstrecke über der Kaiserstraße (B 228) in Vohwinkel, direkt an der Stadtbezirksgrenze zu Sonnborn. Kurz vor bzw. nach der Station überquert die Schwebebahn das Sonnborner Kreuz.
Die Haltestelle wurde im Rahmen der Modernisierung nach Abriss des Vorgängers 2003 neu errichtet. Sie bildet mit den Stationen Bruch und Sonnborner Straße eine Gruppe. Das primäre Traggerüst besteht aus den beiden über der Straße angeordneten Portalen sowie dem dazwischen längs verlaufenden Fachwerkträger. Dieser ist an dieser Stelle 33 Meter lang und nimmt sowohl die Dachlasten als auch die an Stahlblechen aufgehängten Bahnsteige sowie die Fassade auf. Verantwortliche Architekten waren Bernward von Chamier und Francisco Molina.

## Schwebebahn
| Linie | Verlauf | Takt    |
| ----- | --- | ------- |
| 60    | Vohwinkel Schwebebahn – Bruch – Hammerstein – Sonnborner Straße – Zoo/Stadion – Varresbecker Straße – Westende – Pestalozzistraße – Robert-Daum-Platz – Ohligsmühle/Stadthalle – Hauptbahnhof – Kluse – Landgericht – Völklinger Straße – Loher Brücke – Adlerbrücke – Alter Markt – Werther Brücke – Wupperfeld – Oberbarmen Bf | 3–5 min |

## Umsteigemöglichkeit
Im Gegensatz zu den meisten anderen Stationen gibt es in Hammerstein keine wirklichen Umsteigemöglichkeiten. Ausnahme bilden die Linie 600 und eine NachtExpress-Linie, welche jedoch nur verkehren, wenn keine Schwebebahn fährt.